# Henk de Looper (hockeyer)
Hendrik Christiaan ("Henk") de Looper (Hilversum, 26 december 1912 – aldaar, 2 januari 2006) was een Nederlands hockeyinternational. Hij speelde mee in het team dat bij de Olympische Spelen van 1936 in Berlijn de bronzen medaille won. In dat team was zijn jongere broer Jan de Looper doelman.
Henk de Looper overleed op 93-jarige leeftijd in zijn woonplaats Hilversum.
Ernst van den Berg · 
Piet Gunning · 
Ru van der Haar · 
Inge Heijbroek · 
Tonny van Lierop · 
Henk de Looper · 
Jan de Looper · 
Aat de Roos · 
Hans Schnitger · 
René Sparenberg · 
Rein de Waal · 
Max Westerkamp · 
Coach: Joop Wagener